# Artabano II
Artabano II,  chiamato da alcune fonti Artabano III (in persiano اردوان سوم; fl. fine I secolo a.C.-38), è stato un sovrano partico, tra alterne fortune, dal 10 al 38.

## Biografia

### Il conflitto per il trono
Fu sul trono dell'Impero dei Parti per circa un quarto di secolo, con una breve interruzione tra il 35 e il 36, quando il suo trono fu occupato dall'usurpatore Tiridate III. Sua madre era una principessa della dinastia arsacide, ed era stata data in sposa ad un capo della tribù nomade dei Dahan, che viveva nella parte orientale del regno. La sua ascesa al trono è da attribuire all'azione della nobiltà persiana, unita nel rifiuto a Vonone I, che era stato collocato sul trono persiano, dopo essere vissuto per anni come ostaggio a Roma, dall'imperatore Augusto, in qualità di successore del padre Fraate IV.
La guerra tra i due pretendenti fu lunga e incerta; su una moneta fatta coniare da Vonone viene addirittura menzionata una sua vittoria contro Artabano. Quest'ultimo tuttavia riuscì infine ad avere la meglio sul rivale, sancendo, con l'occupazione di Ctesifonte, la capitale partica, la cessazione delle ostilità. Vonone si rifugiò in Armenia, venendo insediato sul trono di quel regno grazie all'appoggio dei Romani. Di lì a poco tuttavia, allorquando Artabano invase l'Armenia, Vonone scappò nuovamente, giungendo in Siria, privato tuttavia dell'appoggio romano, avendo Tiberio deciso di abbandonarlo al suo destino. Il nipote ed erede designato di Tiberio, Germanico, stipulò un trattato con Artabano, nel quale questi venne riconosciuto re e alleato dei Romani. Sul trono armeno venne posto Zeno, figlio del re del Ponto, che vi si insediò a partire dal 18.
Artabano tuttavia dovette ben presto fronteggiare l'ostilità della nobiltà persiana, oltre che problematiche di altra natura, legate alle ribellioni che divamparono nel suo regno. Sono note a tal proposito due interventi da lui compiuti: il suo intervento nelle dispute della città ellenica di Seleucia sul Tigri a favore dell'oligarchia locale, e il conferimento di un rango principesco a due ribelli ebrei, Anilai e Asinai.

### Le rivalità con Roma

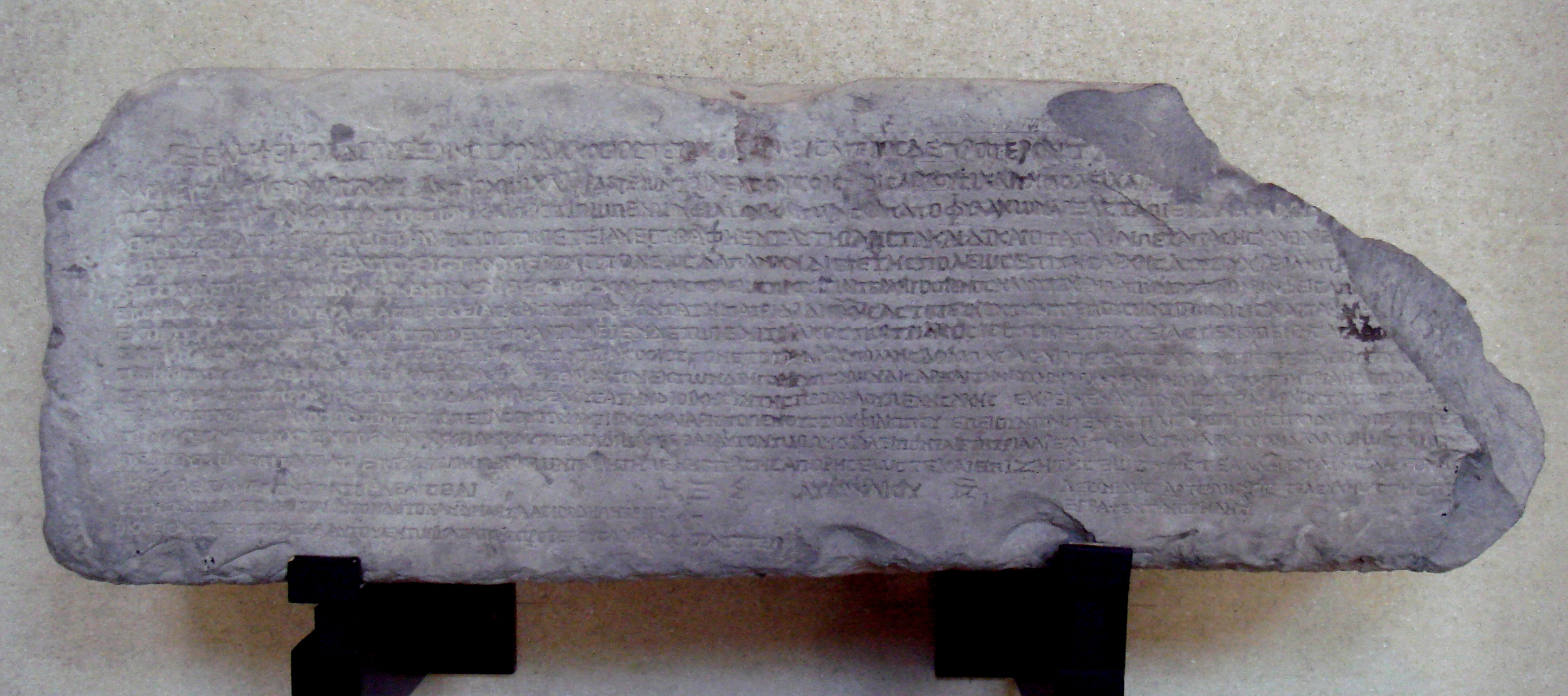
Epigrafe riportante una lettera (in greco) di Artabano agli abitanti di Susa, Museo del Louvre.

Nel 35 cercò di conquistare l'Armenia e di collocarvi il figlio Arsace sul trono. A quel punto un conflitto con i Romani apparve inevitabile. I nobili a lui ostili, tra cui un certo Sinnace e l'eunuco Abdo, si appellarono segretamente a Tiberio affinché sostituisse Artabano con un re della stirpe di Fraate (dal momento che Artabano aveva fatto uccidere la maggior parte degli Arsacidi di alto rango), che loro identificavano nel di lui figlio Fraate, allevato a Roma. Artabanao però, scoperto il complotto, fa uccidere l'eunuco Abdo, e trattiene con inganni e promesse Sinnace.
Fraate intanto muore di malattia, e Tiberio opta per un altro candidato, ovvero il nipote dello stesso Fraate, Tiridate III, ordinando a Lucio Vitellio (padre del futuro imperatore Vitellio) di ripristinare l'autorità romana sull'area. La campagna, condotta brillantemente da Vitellio, si concluse con un completo successo. Artabano, abbandonato dai suoi sostenitori e potendo contare solo sulla sua milizia privata, fuggì nella Scizia. Tiridate si installa così sul trono grazie all'appoggio avuto da Sinnace e da Abdagese, nobile capo del partito filo-romano, il quale contribuisce con il tesoro all'apparato regale. Vitellio, raccomandata obbedienza al nuovo re e a Roma, fa rientro con le legioni in Siria.
Tuttavia, lo stesso Tiridate, una volta preso possesso del regno, non poté rimanervi a lungo, a causa della rivalità con i nobili e della sua sudditanza a Roma. Artabano ebbe così modo di riappropriarsi del suo regno, valendosi dell'aiuto di un esercito composto essenzialmente di Sciti della tribù dei Dahan, ottenendo l'approvazione dei Parti. La sua posizione nei confronti di Roma rimaneva comunque estremamente precaria, in quanto sebbene non avesse inizialmente incontrato resistenza (essendo Tiridate fuggito in Siria), non era comunque in grado di intraprendere con successo una campagna contro Vitellio. Concluse quindi di lì a poco (nel 37) un trattato, nel quale rinunciava alle sue mire espansionistiche. Poco dopo tuttavia venne deposto nuovamente, venendo proclamato re un certo Cinnamo. Artabano si rifugiò presso un suo vassallo, il re dell'Abiadene Izate. Grazie alla sua intermediazione i Parti vennero convinti a ripristinare Artabano sul trono. Il suo regno fu tuttavia di breve durata, venendo egli a mancare di lì a poco. Gli subentrò il figlio Vardane I.